# 無水マレイン酸

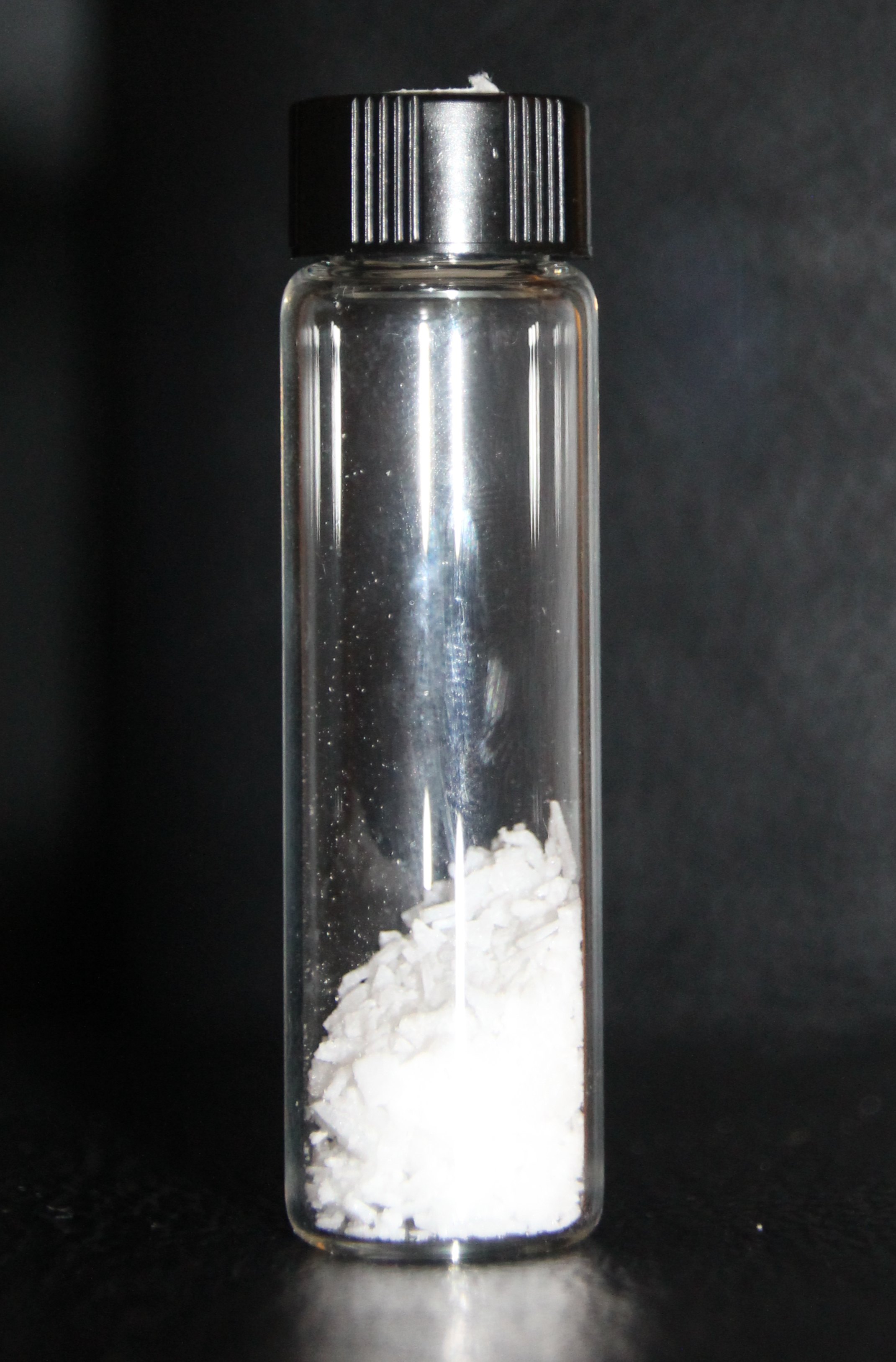
瓶に入った無水マレイン酸

無水マレイン酸（むすいマレインさん、英語: maleic anhydride）とは、有機化合物の1種で、マレイン酸の2個のカルボキシル基が分子内で脱水縮合してできるカルボン酸無水物。分子式 C4H2O3 の、無色の昇華性針状結晶の固体である。

## 性質と反応性
刺激臭がある。水、メタノールに易溶。アセトンやクロロホルムに溶ける。水に溶かすと加水分解してマレイン酸が生じる。
無水マレイン酸は、高分子の原料として工業的に重要である。電子不足オレフィンであるため、スチレンなどのモノマーとラジカル重合により容易に共重合が進行する。スチレンとの共重合体は交互共重合体の例として有名である。
最低空軌道 のエネルギー準位が低く、ディールス・アルダー反応におけるジエノフィル（求ジエン体）としての反応性が高い。
無水マレイン酸と第一級アミンを原料としてマレイミド骨格が合成できる。マレイミド骨格はチオールとの反応性が高く、ペプチドのシステイン残基を捕捉するために利用される。

## 用途
不飽和ポリエステル樹脂の原料、フマル酸、コハク酸、リンゴ酸などの食品添加物となる有機酸の原料、塩化ビニル安定剤、合成樹脂改質剤。

## 製造
無水マレイン酸は、ベンゼンやブタンなどの炭化水素を五酸化バナジウム触媒の存在下で気相酸化させて製造される。
無水マレイン酸の 2015年度日本国内生産量は 85,397 t、販売出荷量は 50,789 t であった。

### アセトアルデヒドからの合成
アセトアルデヒドをアルドール縮合し、さらに脱水してクロトンアルデヒドを作る。
これを接触酸化して無水マレイン酸を得る。
{\displaystyle {\ce {2CH3CHO->CH3CH(OH)CH2CHO}}}
{\displaystyle {\ce {CH3CH(OH)CH2CHO->CH3CH=CHCHO + H2O}}}
{\displaystyle {\ce {CH3CH=CHCHO + 2O2 -> C4H2O3 + 2H2O}}}

## 毒でんぷん騒動
本製品は工業用途向けであり、大量に摂取すると腎機能の低下などを招くことが知られており、食品への使用は想定されていない。しかし、2013年、台湾にて無水マレイン酸を含むデンプンが流通していることが発覚し、毒性を理由に回収されたことがある。ライスヌードルやタピオカパールの食感改善目的に添加されたものと見られるが、回収された違法でんぷん商品は206トンを上回った。

## 法規制
毒物及び劇物指定令により、原体および1.2%を超える製剤が劇物に指定されている。